# Mouzon (Ardennes)
Mouzon [muzɔ̃] ist eine französische Gemeinde mit 2.236 Einwohnern (Stand 1. Januar 2022) im Département Ardennes in der Region Grand Est. Sie gehört zum Arrondissement Sedan und zum Kanton Carignan.
Sie entstand mit Wirkung vom 1. Januar 2016 durch die Zusammenlegung der früheren Gemeinden Mouzon und Amblimont, wodurch eine gleichnamige Commune nouvelle namens Mouzon gebildet wurde. Die ehemaligen Gemeinden verfügen in der neuen Gemeinde über den Status einer Commune déléguée.

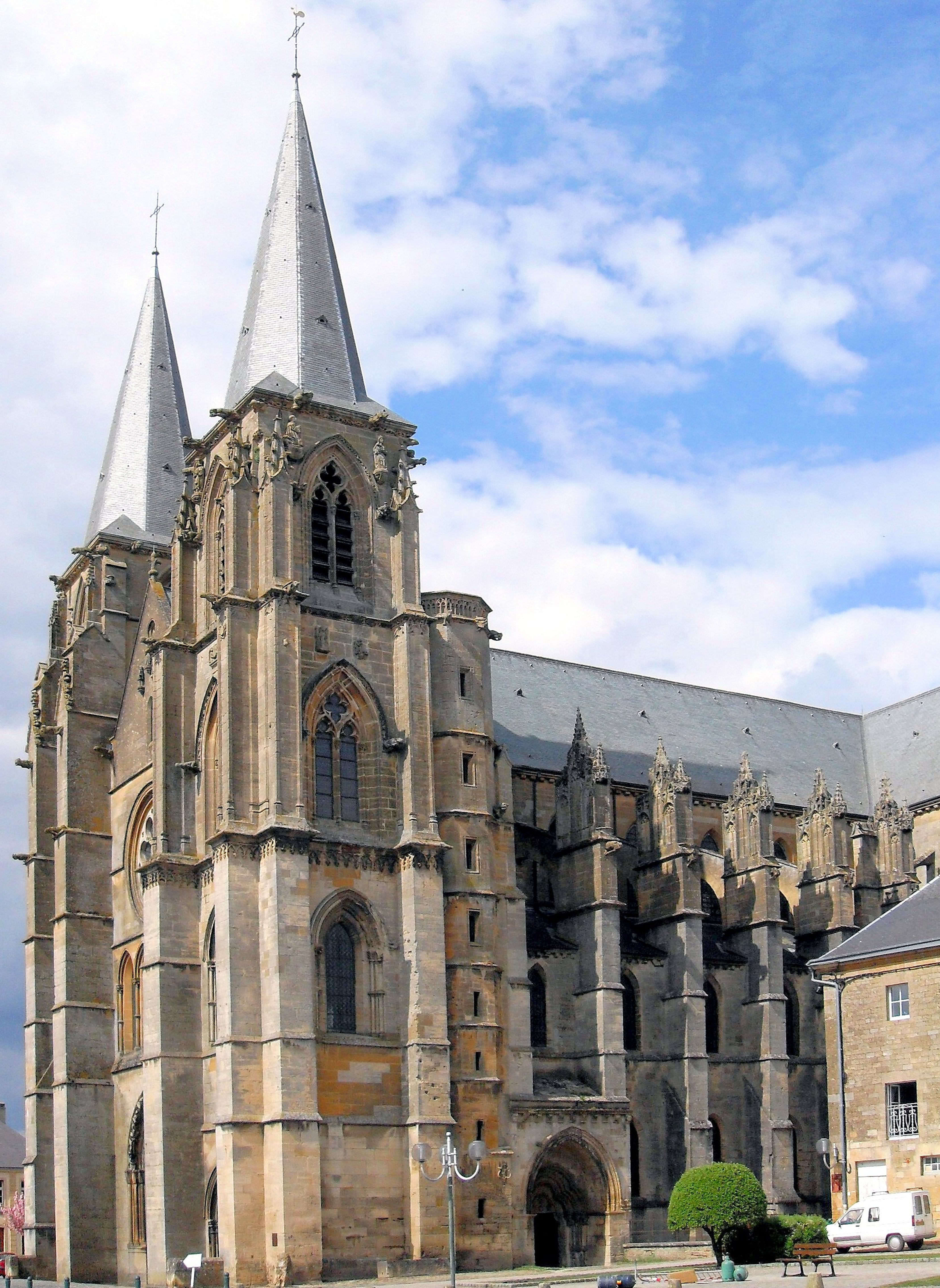
Abteikirche Notre-Dame

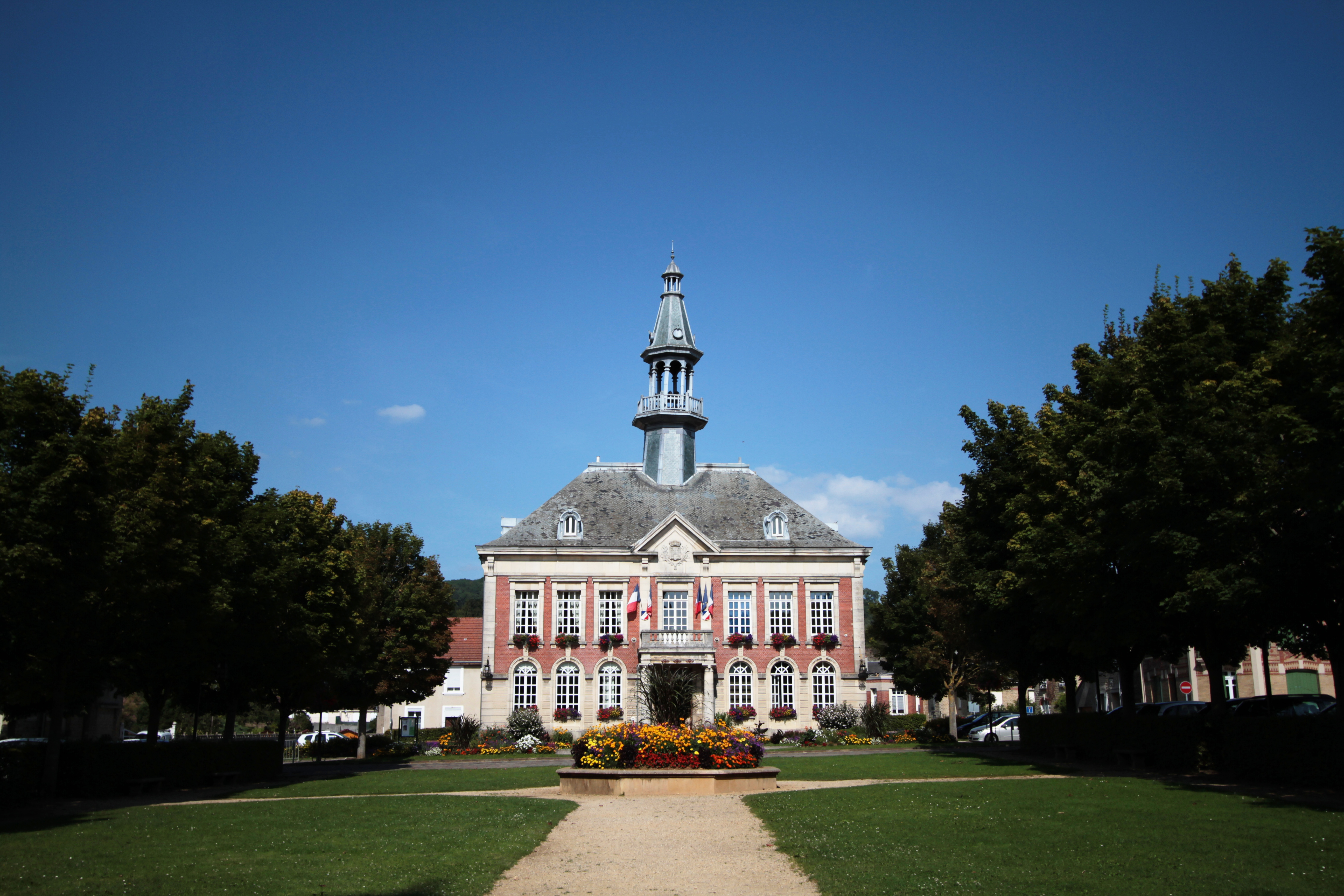
Hôtel de ville (Rathaus)

## Gliederung
| Ortsteil                   | ehemaliger INSEE-Code | Fläche (km²) | Einwohnerzahl zum 1. Januar 2022 |
| -------------------------- | --------------------- | ------------ | -------------------------------- |
| Amblimont                  | 08009                 | 07,40        | .0211                            |
| Mouzon (Verwaltungssitz)00 | 08311                 | 34,43        | 2.025                            |

## Lage und Geschichte
Der Ort liegt am Übergang der Römerstraße von Civitas Remorum (Reims) nach Augusta Treverorum (Trier) über die Maas. Wann der Ort entstand, ist unbekannt. Ein Gründungsjahr für das Kloster ist nicht überliefert, Es dürfte weit vor 948 entstanden sein, denn für 948 ist eine Synode von Geistlichen belegt (MG Conc.Vi.,128ff.). 972 stellte Papst Johannes XIII. ein Schutzprivileg für das Kloster aus (Reg.Imp.II.,497). 997 bestätigte Kaiser Otto III. dem Kloster umfangreichen Besitz (Reg.Imp.II.,1221).

## Gemeindepartnerschaften
- Groß-Rohrheim, Deutschland
- Jászapáti, Ungarn